# Aleksandr Lesun
Aleksandr Lesun, ros. Александр Лесун (ur. 1 lipca 1988) – białoruski pięcioboista nowoczesny reprezentujący od 2009 barwy rosyjskie, dwukrotny mistrz świata i dwukrotny mistrz Europy.
Znaczny sukces odniósł w 2012 roku w Rzymie, zdobywając indywidualne mistrzostwo świata.
Czwarty na igrzyskach olimpijskich w Londynie w 2012 r.
Na Igrzyskach Olimpijskich 2016 w Rio de Janeiro zdobył złoty medal. 
W lutym 2022 roku oświadczył, że nie zamierza już reprezentować Rosji w proteście przeciwko zbliżającej inwazji na Ukrainę, co faktycznie oznaczało zakończenie kariery sportowej.